# GSC 02620-00648
Der Stern GSC 02620-00648 befindet sich im Sternbild Herkules und ist ca. 1400 Lichtjahre von der Erde entfernt. Er ist größer und heißer als unsere Sonne, außerdem ist er auch wesentlich leuchtkräftiger als diese und emittiert drei- bis viermal so viel Energie pro Sekunde.
GSC 02620-00648 hat zwar annähernd das gleiche Alter wie unsere Sonne, ist jedoch wesentlich fortgeschrittener in seiner evolutionären Entwicklung. Der Grund ist, dass er massereicher ist als unsere Sonne und sich daher viel schneller entwickelt. Er wurde schon zum Unterriesen, der seinen Wasserstoff im Kern verbraucht hat und sich in etwa einer Milliarde Jahre zum Roten Riesen aufblähen wird, ähnlich wie Arcturus oder Aldebaran.
Bekannt ist GSC 02620-00648 durch den sehr großen Exoplaneten TrES-4, der den Stern in sehr geringer Entfernung umkreist. In der Phase, in der sich GSC 02620-00648 zu einem Roten Riesen weiterentwickelt, wird er diesen Planeten mit sehr großer Wahrscheinlichkeit verschlingen.